# Clase Tucker
La clase Tucker fue una clase de destructores compuesta por seis barcos diseñados y construidos para la Armada de los Estados Unidos poco antes de que Estados Unidos entrara en la Primera Guerra Mundial. La clase Tucker fue la cuarta de cinco clases de destructores que se conocían como los "mil toneladas", porque fueron los primeros destructores estadounidenses de más de 1000 toneladas largas (1016 t) de desplazamiento.
El diseño de lo que se convirtió en la clase Tucker fue el resultado de compromisos entre la Junta General de la Armada de los Estados Unidos y la Oficina de Construcción y Reparación de la Armada de los Estados Unidos. La Junta General, encargada de crear una flota de batalla integrada, quería un barco más grande que pudiera desempeñar una función de exploración y propuso un barco más grande que el exclusivo destructor británico HMS Swift de 1907, y más del doble del desplazamiento de cualquier destructor estadounidense anterior. Los aportes de Construcción y Reparación dieron como resultado un diseño que fue un desarrollo incremental de la clase O'Brien, que en sí misma era similar a la primera de las mil toneladas, la clase Cassin (que desplazó alrededor de un tercio más que la clase Paulding anterior).
Los barcos fueron construidos por cuatro astilleros estadounidenses privados: Bath Iron Works, Fore River Shipbuilding Company, New York Shipbuilding Corporation y William Cramp & Sons, y se colocaron entre febrero y noviembre de 1914; botado entre abril y julio de 1915; y comisionado en la Marina de los EE. UU. entre julio de 1915 y mayo de 1916. Los barcos tenían un desplazamiento medio de 1.060 toneladas largas (1.080 t), tenían poco más de 315 pies (96 m) de largo y tenían una manga de aproximadamente 30 pies (9.1 metro). La mayoría de los barcos tenían dos turbinas de vapor de transmisión directa y una turbina de crucero de un solo engranaje; Wadsworth estaba equipado solo con dos turbinas de vapor con engranajes y, como el primer destructor de EE. UU. Equipado así, influyó mucho en los diseños posteriores de destructores de la Armada de EE. UU. Todos los barcos fueron diseñados para una velocidad máxima de 29,5 nudos (54,6 km/h) y un alcance de 2500 millas náuticas (4600 km) a velocidades más económicas. Tal como estaban construidos, estaban armados con cuatro cañones de 4 pulgadas (10 cm) y tenían cuatro tubos de torpedos gemelos de 21 pulgadas (533 mm) con una carga de ocho torpedos, pero todos fueron equipados más tarde con cargas de profundidad.
Los seis barcos operaron en el Atlántico o el Caribe hasta la entrada de EE. UU. en la Primera Guerra Mundial en abril de 1917, cuando los seis fueron enviados al extranjero a Queenstown, Irlanda , para tareas de escolta de convoyes . Varios de los barcos rescataron a pasajeros y tripulantes de barcos hundidos por submarinos, y varios tuvieron encuentros con los propios submarinos; Jacob Jones fue torpedeado y hundido por el U-58 en diciembre de 1917. Los cinco miembros sobrevivientes de la clase habían regresado a los Estados Unidos a principios de 1919 y habían sido dados de baja en junio de 1922. Entre 1924 y 1926, cuatro de los cinco (todos menos Wadsworth) fueron comisionados en la Guardia Costera de los Estados Unidos para ayudar a hacer cumplir la Prohibición de la Ley Seca como parte de la " Patrulla del Ron ". Fueron devueltos a la custodia de la Marina de los EE. UU. Entre 1934 y 1936, y todos habían sido vendidos para desguace en 1936.

## Unidades
- USS Tucker (DD-57) (1916-1936)
- USS Conyngham (DD-58) (1916-1934)
- USS Porter (DD-59) (1916-1934)
- USS Wadsworth (DD-60) (1915-1936)
- USS Jacob Jones (DD-61) (1916-1917) hundido por el submarino alemán SM U-53
- USS Wainwright (DD-62) (1916-1934)